# Nāga

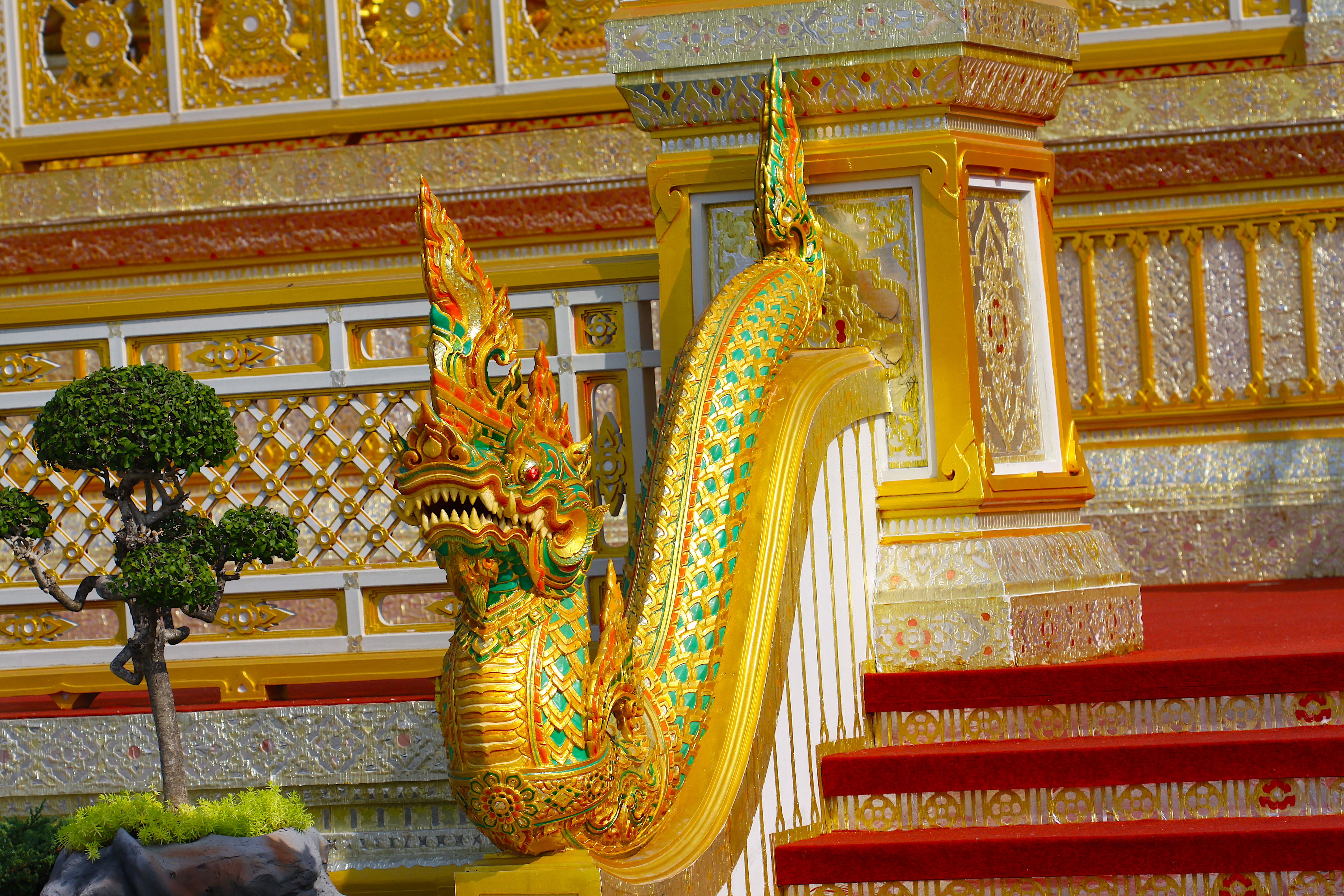
Tượng rắn Naga

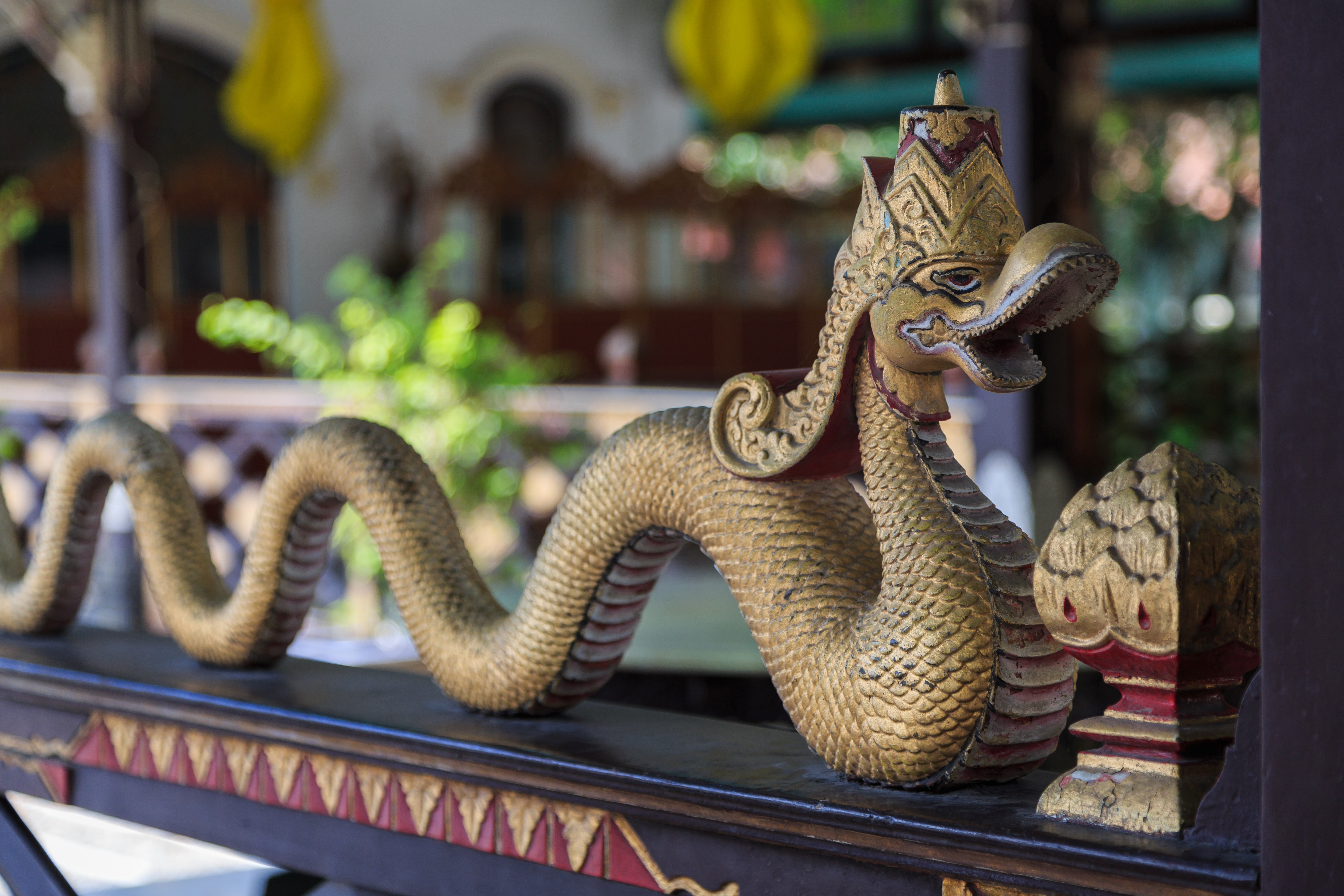
Tượng Naga ở Indonesia

Nāga hay Na-gia (tiếng Hindi: नाग) là một sinh vật dạng rắn hổ mang có nguồn gốc từ Ấn Độ giáo. Trong tiếng Phạn nó có nghĩa là rắn hổ mang, rắn lớn, hay con rồng, và cũng có thể nói là rắn lai người trong truyền thuyết nhiều nước châu Á, một con Naga giống cái được gọi là Nāgī hay Nāgiṇī. Naga là rắn hổ mang có cái đầu bạnh lớn, là chúa tể của loài rắn, chúng là loài rắn lớn nhất, nọc độc khủng khiếp nhất, có khả năng giết 20 người hoặc một con voi lớn trưởng thành Trong tiếng Phạn Naga còn có nghĩa là hủy bỏ mọi tội ác. Naga được tìm thấy đầu tiên trong truyền thống văn hóa Hindu và phổ biến hầu hết các quốc gia châu Á đặc biệt là ở Đông Nam Á.

## Mô tả

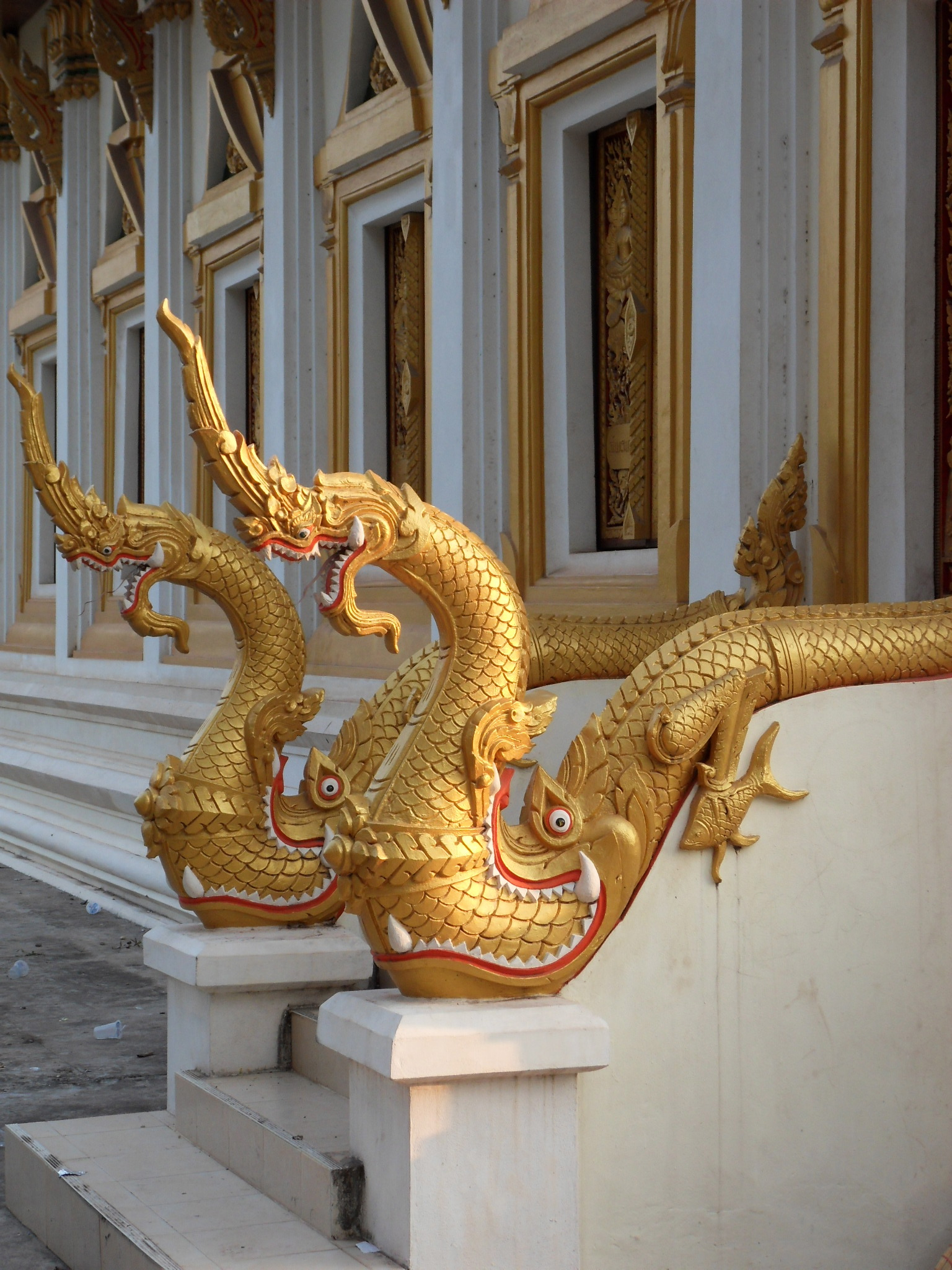
Naga được mô tả trong kiến trúc ở Lào

Naga chỉ một vị thần hay một sinh vật có hình dạng là rắn hổ mang Ấn Độ hư cấu hóa được thấy trước hết trong truyền thống văn hóa Hindu và sau đó rất phổ biến trong Phật thoại và trong nghệ thuật tạo hình Phật giáo ở hầu hết các quốc gia châu Á. Trong ngữ cảnh văn hóa Hán, Naga được phiên âm là Na Già, được đồng nhất với rồng/long và nó lại tích hợp với những tín niệm bản xứ để trở thành những linh vật/linh thần hàm chứa nhiều đặc điểm và tính chất phồn tạp khó có thể nói cho cùng.
Về hình tướng, Naga thường được thể hiện dưới dạng nửa người (từ hông trở lên) và nửa còn lại là dạng rắn cuộn. Hầu hết Naga có màu trắng, một mặt hai tay, hai bàn tay chắp lại thành kính hoặc làm cử chỉ dâng hiến châu báu. Chúng có một, ba, năm, bảy cái mào đầu hay bảy con rắn nhỏ ngóc lên như một cái mào trên đầu Naga và những con rắn này có màu sắc tương ứng với năm đẳng cấp của Naga theo năm đẳng cấp trong xã hội Ấn Độ truyền thống.

## Quan niệm
Người Ấn Độ quan niệm Nagar là linh hồn thiên nhiên, bảo vệ các con suối, giếng nước và các con sông, rắn Naga là biểu trưng cho sự thịnh vượng, thần bảo vệ mùa màng, mang nước tưới cho ruộng vườn. Rắn Naga còn là biểu tượng cho sự kết nối giữa cõi nhân gian và niết bàn. Trong truyền thuyết của người Khmer, rắn Naga tượng trưng cho vị thần Siva. Rắn Naga cuộn tròn lấy cái gốc của trục thế gian, biểu trưng cho sự sinh thành, phát triển và hủy diệt, nâng đỡ và ổn định thế giới. Rắn Naga có nhiều thần thông hành sự theo nghiệp ác, nhưng nhờ ảnh hưởng của Phật thì Naga hoàn toàn được thiện hóa.
Phật giáo Kim cương thừa Tây Tạng thừa hưởng biểu trưng Naga từ di sản cổ của Ấn Độ được tích hợp vào Phật giáo thời sơ kỳ. Chúng là những linh vật hạ giới, dưới đất và dưới biển, đặc biệt là thủy giới của sông hồ, ao giếng và biển cả. Trong vũ trụ luận Phật giáo, chúng trú xứ là ở tầng cuối cùng của núi Meru/Tudi, là lực lượng canh giữ các kho báu và kinh tạng ở cõi dưới. Bồ-tát Long Thọ (Nagarjuna) có lẽ là người đầu tiên nhận được tạng kinh được loài Naga bảo quản dưới thủy giới, đó là kinh Bát-nhã Ba-la-mật-đa. Tám vua Naga (Nagaraja; Tạng ngữ: klu’i rgyal-po) là danh sách phổ biến trong truyền thống Phật giáo.

## Truyền thuyết

### Cừu thù

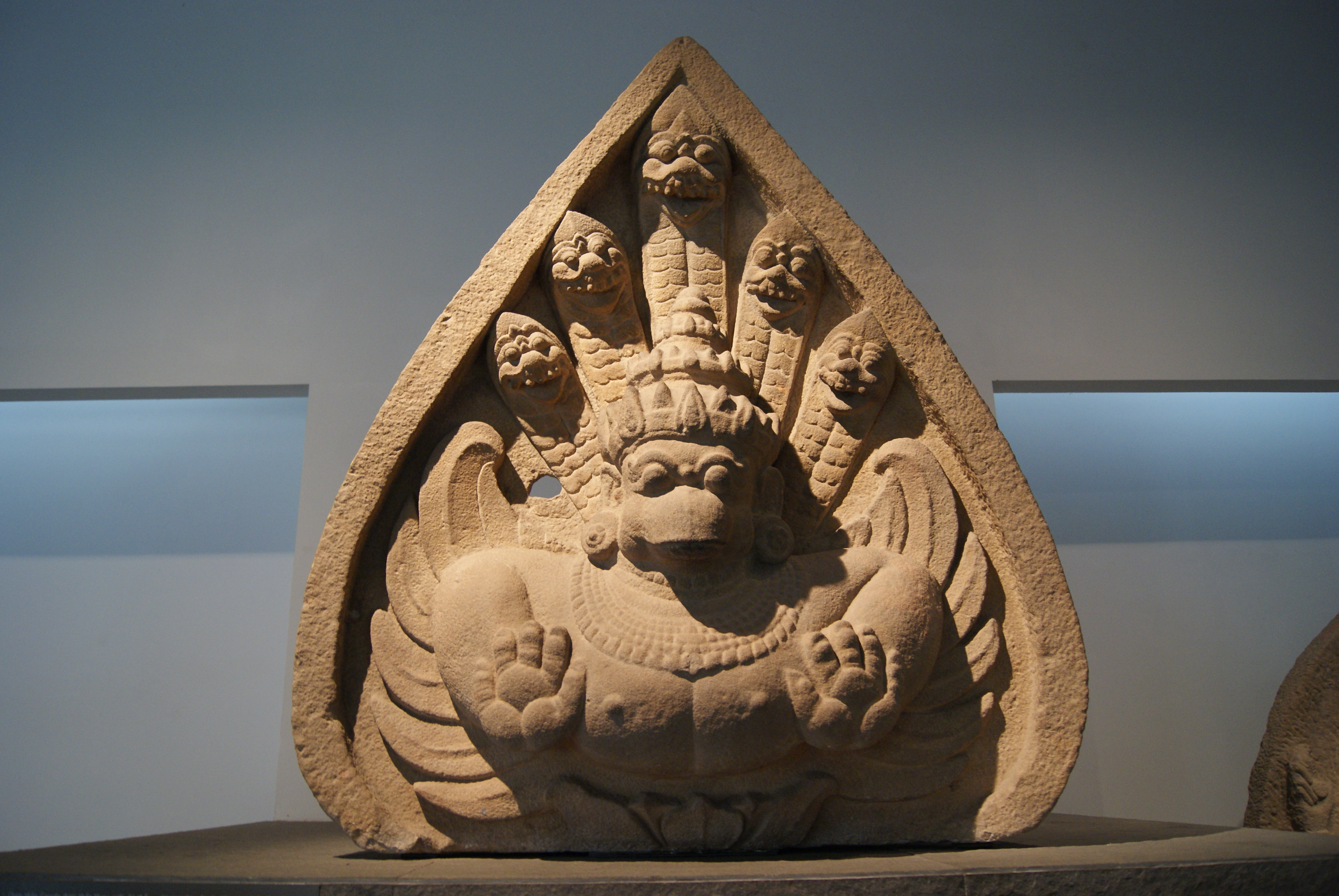
Tượng Naga và Kim Sí Điểu của người Chăm ở Việt Nam thế kỷ thứ X

Mối thù truyền kiếp của Naga và Garuda, gốc từ thiên sử thi Mahabharata. Naga là một linh vật á thần, gốc Hindu giáo có hình tướng mặt người thân rắn, với cổ bành của loài rắn hổ mang. Theo truyền thống Hindu giáo, Naga là con của Kadru, vợ của ẩn sĩ Kasyapa. Kadru đã sinh ra 1.000 quả trứng và nở ra 1.000 con rắn, nhằm mục đích tạo nên cộng đồng dân cư cho cõi Patala, tức cõi âm, dưới mặt đất gọi là Naga-loka đặt dưới sự thống trị của các Naga Chúa (Nagaraja).
Kẻ thù truyền kiếp của loài Naga là loài chim Garuda (thường được gọi là chim cánh vàng/ kim sí điểu trong kinh văn Phật giáo). Qua một cuộc đánh cược dại dột, Vinata trở thành nô lệ cho chị của mình là Kadru, Garuda buộc phải tuân theo mệnh lệnh của các Naga. Mặc dù phục tùng loài Naga nhưng Garuda luôn nuôi mối thù hận và những đố kỵ đã tích tụ lại khiến Garuda không thể buông bỏ. Garuda đã cầu xin đám Naga cách thoát khỏi kiếp nô lệ cho mẹ mình. Đám Naga đã buộc Garuda đem thuốc trường sinh amrita cho chúng để đổi lấy sự tự do.
Garuda đánh cắp thuốc trường sinh của chư thần mang về để đáp ứng điều kiện do các Naga đưa ra. Thần Vishnu đã đuổi theo Garuda để đoạt lại thuốc trường sinh và Garuda trong lúc chạy trốn đã làm rơi một số giọt amrita trên đám cỏ kusha. Các Naga liền đổ xô ra liếm lấy thuốc trường sinh dính trên lá cỏ. Do đó, lưỡi chúng bị cạnh sắc của cỏ kusha chẻ làm đôi, dấu vết còn đến ngày nay, từ đó, Garuda vẫn coi loài Naga là kẻ thù và luôn tìm cách bắt chúng để ăn.

### Về Phật

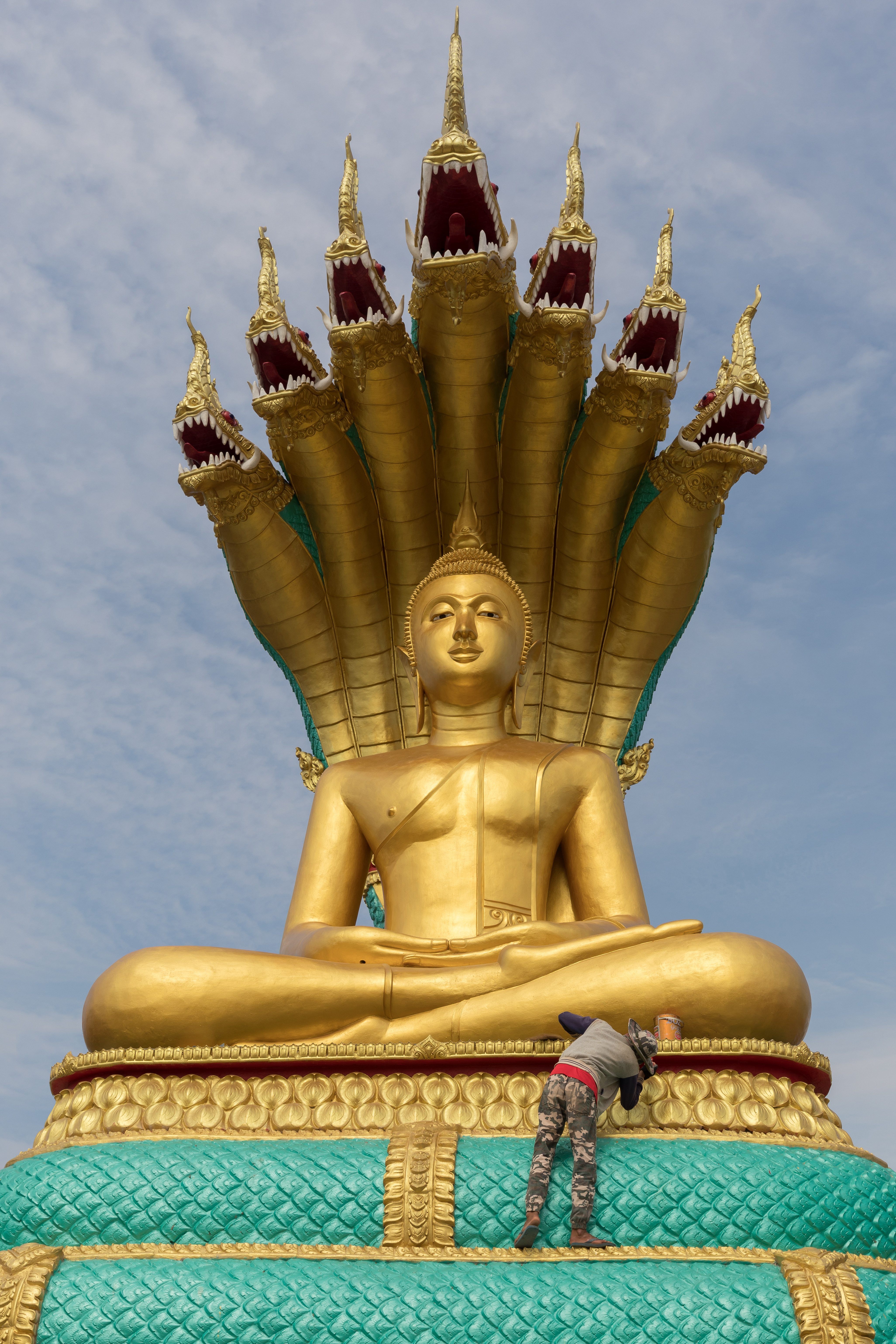
Tượng đức Phật được Naga 7 đầu che mưa là một mô típ phổ biến trong kiến trúc chùa chiền Khmer

Trong sự tích kể về cuộc đời của đức Phật Thích Ca Mâu Ni cũng có liên quan đến hình tượng rắn Naga. Lúc hoàng hậu Maya hạ sinh ngài tại vườn Lâm Tì Ni, Thái tử Tất Đạt Đa được một vua rắn Naga chín đầu phun nước tắm, điển tích này được người Trung Hoa mô tả bằng đề tài điêu khắc là hình tượng chín con rồng bao quanh Đức Phật sơ sinh, mà người ta quen gọi là "Tượng Cửu Long".
Theo phật giáo Khmer, rắn thần Naga là loài vật linh thiêng và gắn liền với phật giáo Khmer. Sự tích về cuộc đời đức phật cũng có rất nhiều chi tiết liên quan đến loài vật này. Khi thái tử Tất Đạt Đa thành đạo ngồi thiền gần bờ sông Much Cha Linh, khi ấy trời nổi cơn giông gió, mưa to nước dâng cao, một chúa rắn Naga bảy đầu xuất hiện đến gần đức thế tôn và cuộn thân mình lại làm vách ngăn nước và lấy đầu mình làm mái che mưa cho đức phật.
Trong kinh Maha sát đầu, lúc Phật hạ thế, có con rắn 9 đầu phun nước thơm tắm cho Đức Phật.Vào tuần thứ 6, sau khi thành đạo, bỗng nhiên có trận mưa to, gió lớn, trời tối sầm sập, mây đen kéo đến, mãng xà vương Mucakinda từ ổ chui ra, uốn mình quấn quanh Phật để bảo vệ cho Ngài. Đầu rắn bạnh ra che mưa cho. Vì thế, mưa gió không ảnh hưởng đến quá hình tu luyện. Ngày thứ 7, khi trời quang, mây tạnh, rắn thần rời bỏ Đức Phật, hóa thân thành một thanh niên tuấn tú, khai sáng cho.
Một câu chuyện khác lại kể rằng, rắn Nagar chính là vị thần Hộ pháp canh giữ viên ngọc của mọi điều ước và câu chuyện kể về sự tích Bảy ngày tu đầu tiên của Phật. Trong thời gian tu khổ hạnh dưới cội Bồ Đề thì mưa gió nổi lên, nước dâng cao ngập cả chỗ ngồi thiền và có một vị vua rắn Nagar liền bò ra khỏi nơi trú ẩn của mình, lấy thân cuốn lại thành bảy vòng tròn như bảo tọa cho Phật ngồi nhập định khỏi bị ngập nước và vươn cao 7 chiếc đầu phình to ra tạo thành cái táng che chở cho Phật.
Theo phật thoại khác thì có một chúa rắn Naga vì sùng bái phật giáo nên hóa thân thành một vị Sa Di và sinh hoạt tôn giáo như các vị Sa Di khác. Đức phật biết và mời vị chúa rắn Naga lại bảo việc tu hành ngoài loài người ra, không có loại động vật nào tu thành chính quả cả, vì thế nhà ngươi không nên bỏ công phí sức. Naga mới thỉnh cầu nếu sau này có người nào xuất gia xin hãy gắn tên cho họ trước khi làm lễ xuất gia. Đức thế tôn đồng ý và từ đó những người chuẩn bị xuất gia được gọi là Naga.

### Người Khmer

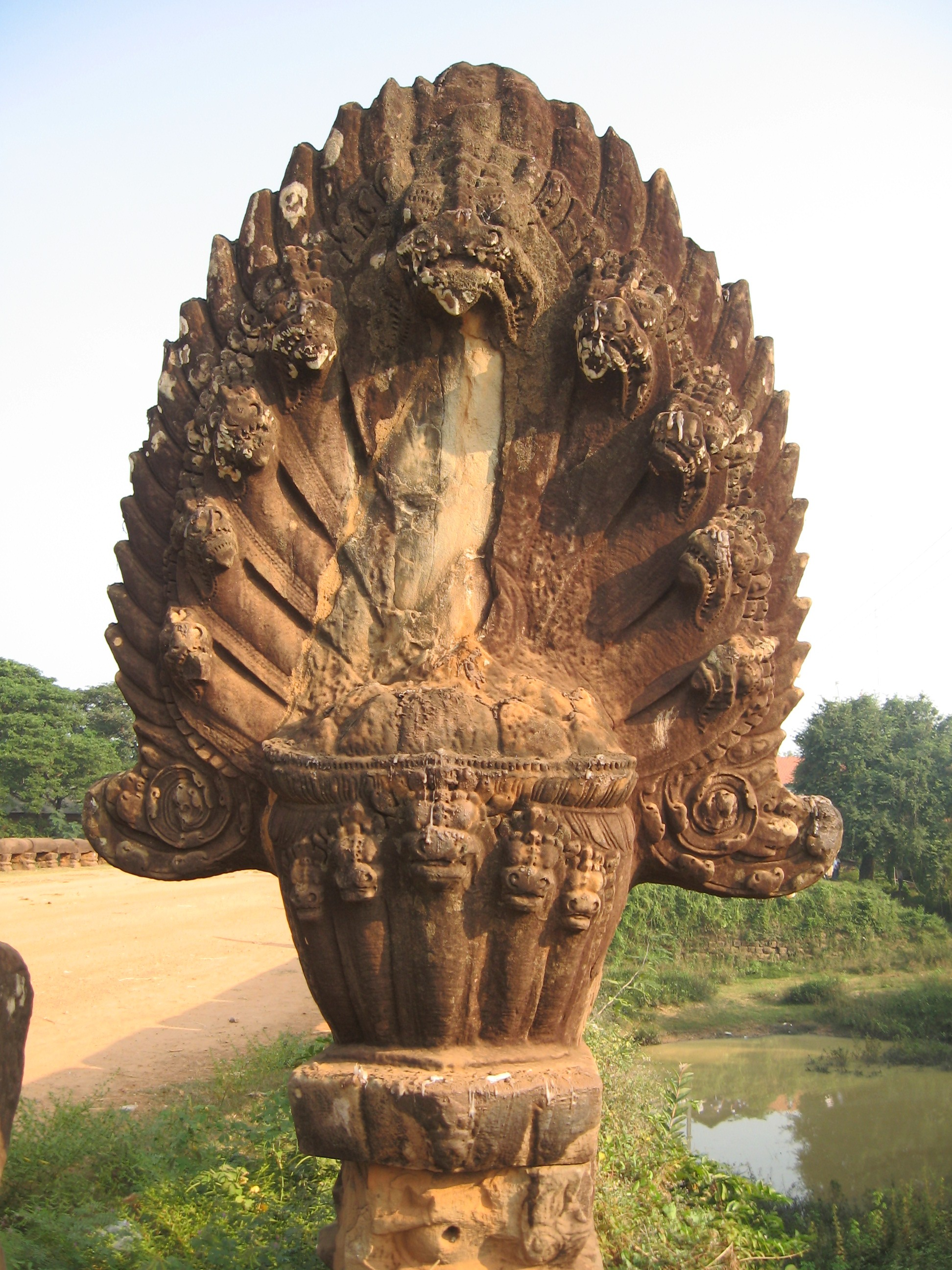
Rắn thần Naga ở 2 đầu cầu cổ Kampong Kdei

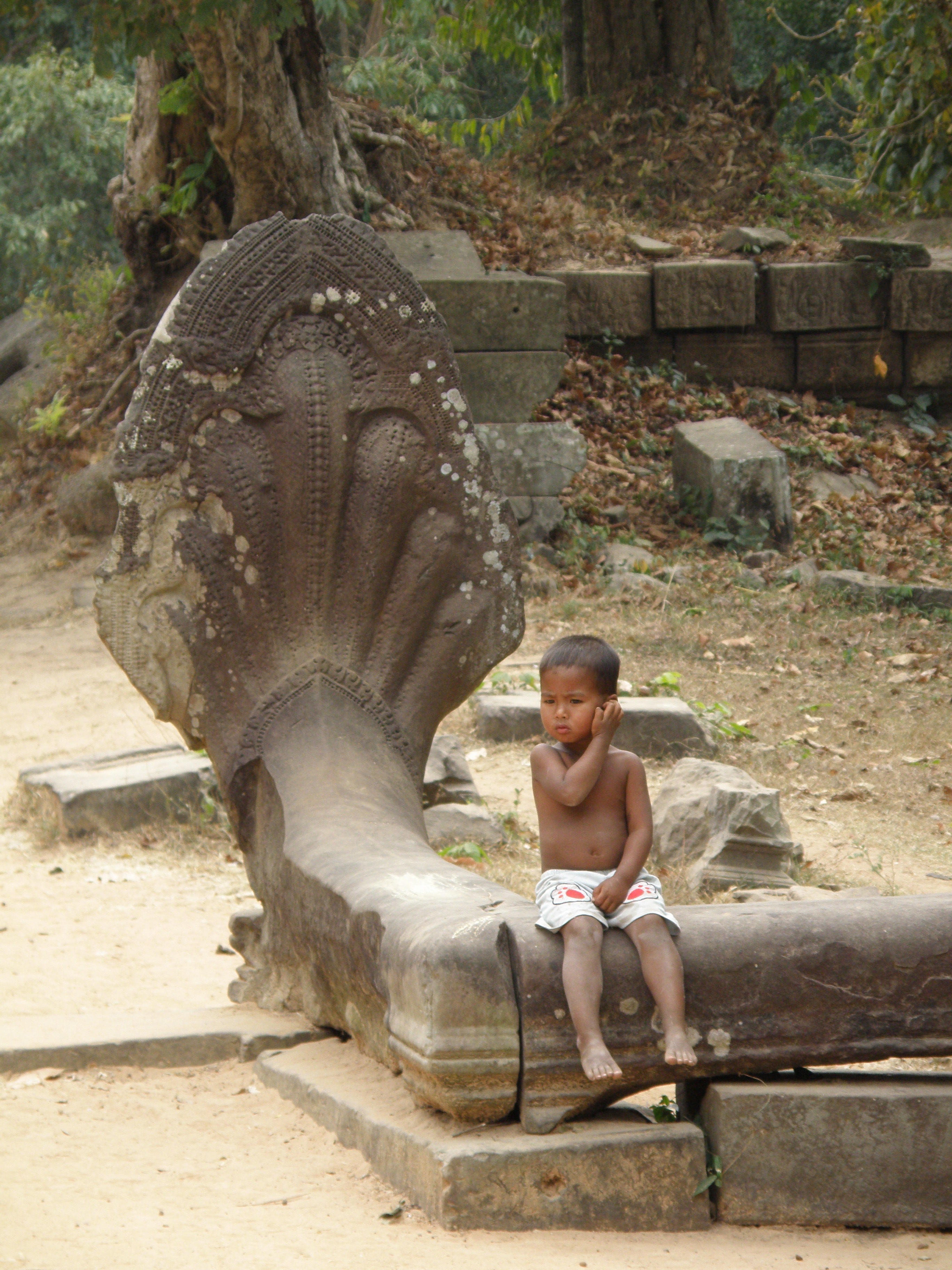
Tượng Naga ở Siem Reap, Campuchia

Có rất nhiều truyền thuyết nói về nguồn gốc ra đời của rắn Nagar ở Đông Nam Á. Trong đó, có truyền thuyết lập quốc của người Khmer. Quốc vương Kampu và Hoàng hậu Nagar, con gái của vua rắn Nagar cùng nhau sáng lập và xây dựng nên đất nước Campuchia. Từ đó, hình tượng rắn Nagar được xây dựng khắp nơi tại các ngôi chùa, cổng chùa và đền thờ, với ý nghĩa là vị thần canh giữ chốn thiêng liêng và là loài có khả năng bảo vệ nguồn nước Các vị vua Khmer thì tin mình đã giao phối với một Nagini xinh đẹp để duy trì dòng dõi hoàng gia. Trong Chân Lạp phong thổ kí, Châu Đạt Quan viết rằng: hàng đêm quốc vương đều có đến ngủ với một nàng tiên rắn.
Hồi còn trai trẻ vị vua đầu tiên vương quốc Chân Lạp là Kampu rất tài giỏi, trong lần vượt biển sang đất nước của những hòn đảo, đã gặp con gái vua rắn Naga, một cô gái như nàng tiên giáng thế. Khi đó, vua rắn Naga tổ chức lễ kén rể. Kampu đã vượt qua tất cả các chàng trai trong các cuộc thi văn võ để làm chồng công chúa Naga. Vợ chồng Kampu đã kết nối các bộ lạc, lập nên vương quốc Chân Lạp. Công chúa Naga đã trở thành Hoàng hậu, các vị vua thế hệ sau khi xây dựng các cung điện, chùa chiền, các công trình tâm linh đều đắp tượng rắn Naga để thờ, xem đó là vị thần canh giữ chốn linh thiêng.

## Kiến trúc
Trong Phật giáo Naga có hình dáng của một con rắn mang bành lớn, thường xuất hiện với một cái đầu hay nhiều đầu. Trong nghệ thuật Phật giáo, Naga thỉnh thoảng được miêu tả dưới dạng một con rắn ngóc những cái đầu lên cao phủ che Phật và thường thấy ở tranh, tượng mô tả Phật thiền định ngồi trên những cuộn quấn của vua Naga. Đây là một phổ biến trong nghệ thuật Phật giáo, đặc biệt xuất sắc là các pho tượng sa thạch của mỹ thuật Campuchia thế kỷ XI, XII. Trong những ngôi chùa, rắn thần Naga xuất hiện khắp nơi, từ cổng chùa, đến nóc chùa, đầu đao, trên những cánh cửa tủ đựng kinh sách với ý nghĩa bảo vệ Phật khỏi tà ma ngoại đạo.
Trong kiến trúc nhiều ngôi chùa cổ của người Khmer Nam bộ, hình ảnh cầu vồng và rắn Naga tượng trưng cho cầu nối giữa trần gian và cõi Niết bàn. Các phù điêu Naga nơi mái cuốn của ngôi chùa người Khmer có ý nghĩa trong việc trừ tà, tránh hoả hoạn và bảo vệ đạo Phật. Hình dạng uốn lượn của rắn Naga tạo nên những cung vòm quanh các tiền cột, những lan can quanh các hồ nước và lối đi. Những lối đi đó thường được gọi là "cầu Naga", nhưng trong mọi trường hợp thân hình dài tượng trưng cho cầu vồng nối liền thiên giới và hạ giới.
Rắn Naga là mô típ trang trí quan trọng và phổ biến trong nghệ thuật điêu khắc Phật giáo Khmer phù hợp với những kiến trúc quanh co, uốn lượn của các công trình phật giáo Khmer. Các mô típ trang trí hình đầu rắn Naga rất hung dữ nhưng bao giờ và ở đâu cũng thấy quay đầu xuống để tỏa vẻ thuần phục trước oai lực của phật giáo. Điều đó còn có nghĩa, phật giáo có những điều đặc biệt trong quá trình độ thế và cảm hóa thế gian. Trong các ngôi chùa Khmer ở vùng Tây Nam Bộ đều có rắn Naga ngự trên các mái chùa, các đầu đao để xua đuổi tà ma và bảo vệ đạo Phật.
Ngoài ra cũng có hình tượng rắn Naga được chạm trổ bằng xà cừ uốn lượn quấn quanh những cánh cửa chùa, trên những chiếc tủ đựng kinh sách, trên những chiếc xe tang đưa người chết đến nơi hỏa thiêu tượng trưng cho vị thần đưa linh hồn người tốt lên cõi Niết Bàn. Mang một thông điệp về ý nghĩa trong phật giáo nam Tông Khmer hình tượng rắn một đầu là biểu tượng cho đức toàn giác, nghĩa là trên thế gian chỉ một đức phật duy nhất là đấng toàn giác và cũng chính điều đó nên người Khmer họ chỉ thờ một vị phật Thích Ca duy nhất mà không thờ thêm một vị phật hay một vị thần nào khác; hình tượng rắn ba đầu là tượng trưng cho tam bảo, gồm Phật bảo, Pháp bảo và Tăng bảo.

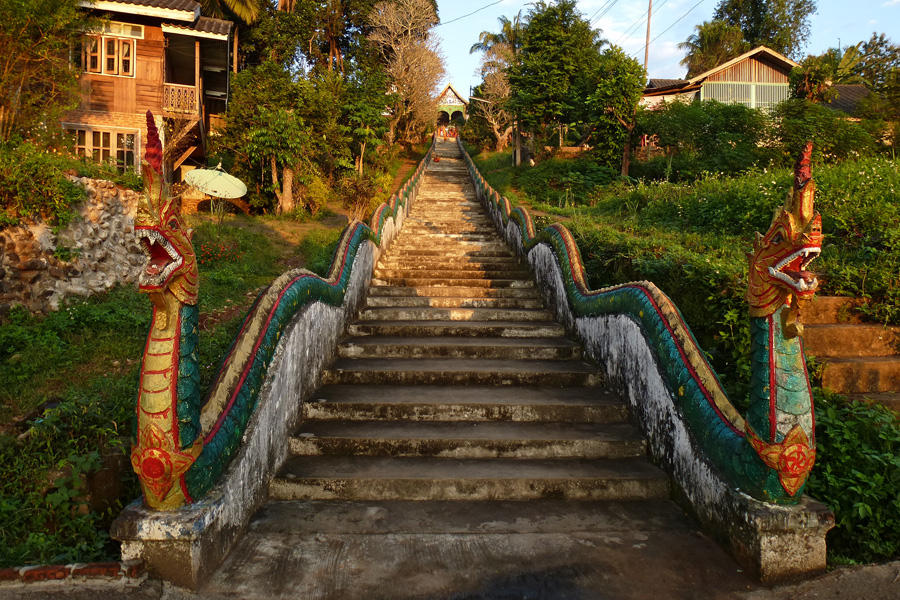
Tượng Naga ở Lào

Ở miền Bắc Thái Lan, Naga là một quy ước kiến trúc phổ biến. Trong vai trò bảo hộ chánh điện thờ Phật, Naga được thể hiện dưới dạng Naga trượt trên diềm mái chùa; cuộn/quấn dưới mái hiên gie ra đến từ những rầm mái; bao quanh khung/cửa tò vò; trượt trên mặt tiền cột/trụ; và lượn sóng dọc theo lan can chánh điện phức hợp. Trong mỗi trường hợp, đầu Naga hay những cái đầu dựng đứng như che chở, miệng chúng mở to, thè lưỡi và những hàng răng sắc nhọn. Ngọn lửa bùng lên từ đầu, cách điệu hóa cao. Từ cổ thân hình Naga thường hay rũ xuống thành dải uốn cong đều đặn làm dịu bớt tính dữ tợn của con mắt tròn rực cháy và dãy vây lưng tua tủa.
Naga có thể xuất hiện đơn lẻ hay trong dạng nhiều đầu. Những cái đầu, thường là số lẻ, những cái đầu hai bên hay nhỏ hơn cái đầu chính giữa vươn cao. Trong dạng nhiều đầu, những cái đầu thường đội mũ miện, tạo nền cho bố cục ba mặt. Thi thoảng Naga xuất hiện riêng lẻ, nhưng phổ biến hơn thường được miêu tả là đầu nó mọc ra từ miệng thủy quái Makara, như biểu thị sự kết hợp của hai loài bò sát huyền thoại nhằm tăng cường sự dũng mãnh để bảo hộ/ ngăn ngừa sự thâm nhập của các thế lực xấu ác vào chùa qua các khe hở, những lỗ trống.
Những đồ án kiến trúc nói trên không chỉ phổ biến ở Bắc Thái mà còn thể hiện rộng rãi trong các chùa tháp Phật giáo Nam tông ở các quốc gia khác. Trong các công trình cổ, có các hình tượng rắn 3 đầu, 5 đầu, 6 đầu, 7 đầu và 9 đầu. Rắn 3 đầu tượng trưng cho thiên – địa – nhân; 5 đầu là kim–mộc–thủy–hỏa–thổ; 6 đầu biểu trưng cho nữ giới, trái đất, thể xác và sự chết chóc, 7 đầu tượng trưng cho sự đắc đạo trong tu hành và 9 đầu chính là con đường dẫn lên thiên đàng.
Rắn Naga trong tiếng Khmer gọi là Niệk là hình tượng hiện diện trong văn hóa Khmer có lẽ từ trước khi văn hóa Ấn Độ ảnh hưởng đến vùng đất này vì người Khmer vốn có tín ngưỡng bản địa là tục thờ rắn. Theo tiếng Khmer rồng được gọi là Neak. Đây là một hình tượng có vị trí đặc biệt trong văn hóa, tín ngưỡng của Phật giáo Khmer. Trong kiến trúc có mô típ Rồng một đầu, chính là rồng Sê-să Là loài rồng được hình thành từ những hạt bụi của vũ trụ, trường tồn, Rồng ba đầu Neak Kol-lă-pă, Rồng năm đầu Neak Ă-non-tă, Rồng bảy đầu có tên gọi là Neak Meach-chă-linh, Rồng chín đầu Neak Va-so-ky, là loài rồng của cõi trên, của thần linh.
Trong các công trình kiến trúc chùa Khmer nói riêng, nghệ thuật tạo hình nói chung đều xuất hiện hình tượng rồng. Phần lớn rồng thường xuất hiện trên các bờ nóc, vách tường, cột. Rồng cũng là biểu tượng cho Phật, nên đem rồng đặt lên nóc Chánh điện (đất Phật) hoặc các công trình khác trong chùa chiền, còn những con rồng được trang trí tại các dãy lan can ở bậc cầu thang lên xuống hoặc các tay cầm trên những chiếc cầu hoặc dọc các trục đường vừa có ý nghĩa bảo vệ, vừa là cầu nối giúp cho con người tới được cõi trời, cõi hạnh phúc, là niềm mong ước chung của người Khmer từ đó, chùa Khmer có nhiều tượng điêu khắc rắn Nagaraja ngự trên các mái chùa, các đầu đao để xua đuổi tà ma và bảo vệ đạo Phật, Nagaraja được chạm trổ bằng xà cừ uốn lượn quấn quanh những cánh cửa chùa, cột cờ, hay trên những chiếc tủ đựng kinh sách, trên những chiếc xe tang.